# Belgravia (tijdschrift)
Belgravia was de titel van een in Londen gevestigd geïllustreerd literair tijdschrift dat maandelijks verscheen in de periode 1866 tot 1899. Het blad werd opgericht door de destijds populaire schrijfster Mary Elizabeth Braddon, die ook tien jaar lang de redactie voerde. De volledige titel luidde in haar periode Belgravia: A London Magazine.
Het tijdschrift publiceerde onder meer reisverhalen, biografieën, gedichten en in feuilletonvorm opgenomen romans. Daarnaast bevatte het artikelen op het gebied van zaken als geschiedenis, wetenschap en mode. In de periode dat Braddon de redactie voerde (1866 – 1876) richtte het blad zich vooral op het sensatie-genre, met verhalen rond thema's als erotiek, misdaad en horror. Braddon zelf hield zich met dit genre bezig en veel van haar eigen vroege werk verscheen dan ook in het blad. De inhoud was goed voor een redelijk succes, met een hoogste oplage van 18.000 exemplaren in 1868.
In 1876 werd het tijdschrift overgenomen door de literaire uitgeverij Chatto & Windus, waarbij Andrew Chatto de redactie ging voeren. De titel van het blad werd iets aangepast tot Belgravia: An Illustrated London Magazine. De koers werd verlegd en in plaats van sensatie-literatuur schakelde men over op serieuzer werk, wat de oplage niet bepaald ten goede kwam. Men publiceerde werk van onder anderen Charles Reade, Mark Twain, Wilkie Collins en Arthur Conan Doyle. Ook Thomas Hardy's roman The Return of the Native kende zijn eerste publicatie in de Belgravia. Tussen 1876 en 1889 verscheen ook een extra jaaruitgave tegen het eind van het jaar.
In 1888 ging het blad verder onder de oorspronkelijke naam tot het in 1899 werd opgeheven.